# Live at the Rainbow (Queen)
Live at the Rainbow – wideokaseta zespołu Queen z 1992 roku. Stanowi zapis koncertu zespołu w Rainbow Theatre w Londynie 20 listopada 1974 roku. Kaseta trwa 50 minut i ukazała się w zestawie Box of Tricks, wydanym 11 maja 1992 roku. W 2014 r. koncert został wydany na CD i DVD.

## Lista utworów
1. „Procession” (Playback)
2. „Now I’m Here”
3. „Ogre Battle”
4. „White Queen”
5. „In the Lap of the Gods”
6. „Killer Queen”
7. „The March Of The Black Queen”
8. „Bring Back That Leroy Brown”
9. „Son And Daughter”
10. „Brighton Rock”
11. „Father to Son”
12. „Keep Yourself Alive”
13. „Liar”
14. „Son And Daughter”
15. „Stone Cold Crazy”
16. „In the Lap of the Gods... Revisited”
17. „Jailhouse Rock”
18. „God Save the Queen”